# Hōjō Tokisuke
Hōjō Tokisuke (北条時輔, 21 juin 1248-15 mars 1272), membre du clan Hōjō, est le troisième minamikata rokuhara Tandai (sécurité intérieure de Kyoto) de 1264 jusqu'à sa mort en 1272. 